# سالچیتو
سالچیتو (به ایتالیایی: Salcito) یک کومونه در ایتالیا است که در استان کامپوباسو واقع شده‌است. سالچیتو ۲۸٫۲ کیلومتر مربع مساحت و ۶۹۰ نفر جمعیت دارد و ۶۷۸ متر بالاتر از سطح دریا واقع شده‌است.